# Bergsteinschmätzer
Der Bergsteinschmätzer  (Myrmecocichla monticola, Syn.: Oenanthe monticola) ist ein insektenfressender Vogel aus der Familie der Fliegenschnäpperartigen (Muscicapidae). Er ist ein verbreiteter Standvogel in  Südafrika und Namibia sowie in den südlichen Teilen von Angola und Botswana. Er bevorzugt trockene und hügelige Gebiete, findet sich jedoch auch in menschlichen Siedlungen.
Man unterscheidet vier Unterarten, Myrmecocichla m. monticola in Südafrika und Süd-Namibia, Myrmecocichla m. nigricauda in West-Angola, Myrmecocichla m. atmorii in West-Namibia, und Myrmecocichla m. albipileata in Südwest-Angola.
Mit einer Länge von 17 bis 20 Zentimetern ist der Vogel etwas kleiner als eine Drossel. Wie andere Steinschmätzer auch ist er durch ein schwarzes T-förmiges Muster der Schwanzspitze geprägt, Bürzel und äußere Schwanzfedern sind weiß, die Beine und der spitze Schnabel schwarz. Das auffällige schwarz-weiße Gefieder des Männchens ist sehr variabel, wenngleich das Muster der Schwanzspitze und ein weißer Schulterfleck immer vorhanden sind. Die dunklen Gefiederbereiche können von einem fahlen Grau bis zu einem fast reinen Schwarz variieren. Das Weibchen ist bis auf den weißen Bürzel und die schwarz-weiße Schwanzfärbung in einem dunklen Braun gefärbt. Junge Männchen ähneln den Weibchen.
Der Gesang ist ein freies, wohltönendes Pfeifen, hauptsächlich frühmorgens und abends, manchmal auch in mondhellen Nächten.
Der Bergsteinschmätzer ist monogam und legt zwei bis vier grünlich-blaue Eier mit rosafarbenen Flecken. Er nistet ursprünglich auf dem Boden zwischen oder unter Felsen, aber auch unter Dächern und in Nistkästen. Das Nest besteht aus trockenem Gras und anderen Pflanzenresten und hat eine mit Haaren und Fasern ausgekleidete schüsselförmige Höhlung. Es wird vom Weibchen alleine in vier bis 14 Tagen gebaut.
Die Brutzeit ist zwischen September und Januar, selten auch schon ab Juni und bis März, und beträgt 13 bis 14 Tage, wobei nur das Weibchen brütet. Die Jungen bleiben etwa 16 Tage im Nest und werden von beiden Eltern gefüttert. Ein Paar brütet zwei- bis dreimal pro Jahr.
Die Nahrung besteht aus Insekten, insbesondere jungen Heuschrecken. In besiedelten Gebieten wird der Vogel auch von Vogelhäuschen angezogen.